# Клаус Граве
Клаус Граве (нім. Klaus Grawe; нар. 29 квітня 1943 у Вільстері; пом. 10 липня 2005 в Цюриху) — німецький психотерапевт, дослідник психотерапії.

## Біографія
Клаус Граве народився 29 квітня 1943 року у Вільстері. Виріс у Гамбурзі, де у 1968 році здобув науковий ступінь з психології. З 1969 по 1979 працював в університетській клініці Гамбург-Еппендорф. У 1976 році здобув докторський ступінь у Гамбурзькому університеті. Пізніше переїхав до Цюриха, де й помер 10 липня 2005 року.

## Дослідження

### Критикапсихоаналізу
У 1994 році Клаус Граве з групою вчених опублікував мета-аналіз 897 найбільш значущих емпіричних досліджень, опублікованих до 1993 року, присвячений вивченню ефективності психоаналізу і схожих психотерапевтичних методик. Граве прийшов до таких висновків: відсутні позитивні свідчення для довготривалого застосування (1017 сесій за 6 років і більше) психоаналізу, при тривалому застосуванні психоаналізу істотно підвищується ризик ятрогенних ефектів, короткочасне застосування (57 сесій за рік) психоаналізу (психоаналітичної психотерапії) малоефективне для пацієнтів зі страхами, фобіями і з психосоматичними розладами; короткочасне застосування зменшує симптоматики у пацієнтів зі слабко вираженими невротичними і особистісними розладами. У цій же роботі Граве провів мета-аналіз 41 роботи, в яких порівнювалася ефективність різних методів терапії. Граве встановив: групи пацієнтів, які проходили психоаналітичну терапію, показали кращі результати, ніж контрольні групи, де терапія була відсутня, а терапевт лише ставив діагноз; поведінкова терапія виявилася вдвічі ефективнішою, ніж психоаналітична психотерапія.